# Blå gurami
Blå gurami (Trichopodus trichopterus)  är en ganska vanlig akvariefisk, som tillhör underordningen labyrintfiskar. Den kommer ursprungligen från sydöstra Asien, blå guramin är den blå färgvarianten av ursprungsformen som är grå med de två svarta fläckarna medan blå guramin är blå med samma fläckar. Utöver denna finns det flera odlingsformer av arten med andra färgteckningar, bland andra marmorgurami och guldgurami.

## Labyrintfisk
Blå gurami är en labyrintfisk. Den har utvecklat ett organ som heter labyrint (en veckad fördjupning i gommen). Med detta organ kan dessa fiskar "andas" luft från ytan och sedan omvandla detta till syre. I sin naturliga miljö hemma i Asien lever de i små syrefattiga vatten, t.ex. risfält. Det är därför dessa arter av fiskar har en labyrint som hjälp för syretillförseln. Den lever ofta i vatten med mycket dålig sikt och har utvecklat känselspröt så den kan identifiera olika föremål som är till hjälp i sökandet efter föda.
Blå guramin bör hållas i en grupp om minst 5-6 individer då risken för mobbning (tills bara en är kvar) är stor annars. Inom gruppen så kan det kivas och jagas rätt duktigt dock utan några vidare skador i de flesta fallen. Förutom vid lek så är könsfördelningen på blå guramin obetydlig, båda könen bråkar rätt duktigt både inom och mellan det egna könet.
En hane som bygger bo blir väldigt aggressiv mot allt annat i närheten av detta. Vid lek så kramar hanen honan på äggen under några kramningar för att sedan köra iväg henne och ta hand om äggen och ynglen tills dessa är frisimmande.
Blå guami äter vanligt flingfoder men äter gärna levande foder såsom mygglarver och vattenloppor, även vegetabilier, som t.ex. brysselkål, sallad och spenat kan gå bra. Djupfrysta mygglarver går också bra, men tänk på att tina dem innan de serveras, då fiskarna annars kan få köldskador runt munnen.
Hur motsägelsefullt det än låter, så kan man faktiskt dränka labyrintfiskar. Labyrintfiskarna måste ha tillgång till atmosfäriskt syre. Det måste finnas några centimeter luft mellan vattenytan och täckglasen för att fiskarna ska kunna nappa luft. Om vattnet når ända upp till glaset dränks fisken eftersom gälarna inte klarar av att förse fisken med tillräcklig mängd syre. Labyrintfiskar kan också drabbas av "lunginflammation" alltså inflammation i labyrinten om luften de andas in är för kall.
Blå gurami och andra labyrintfiskar är relativt anspråkslösa som akvarieinnevånare, och oftast lättskötta. Man bör tänka på att de kan bli ganska stora och anpassa akvariets storlek efter det, ett akvarium på under 200 liter är inte lämpligt som hem åt dessa.